# Ajtos
Ajtos (bulgariska: Айтос) är en stad i regionen Burgas i östra Bulgarien, cirka 30 kilometer från svartahavskusten. Staden är huvudort i kommunen med samma namn. Ajtos hade 19 327 invånare (2018).